# Cipriano de Otaola y Rojas
Cipriano de Otaola y Rojas (f. 1865) fue un pintor español.

## Biografía
Pintor natural de Bilbao, fue discípulo en Madrid de la Academia de San Fernando. En las Exposiciones públicas de 1860 a 1864 presentó, además de varios retratos, entre los que destacaron el de Un sacerdote y el de La reina doña Isabel II, dos cuadros representando Una estudiantina y La recolección. Obtuvo en dichas exposiciones diferentes menciones honoríficas. Falleció, joven aún, a finales de 1865. Muchos retratos de su mano se conservaban en poder de particulares.